# Оппенс, Урсула
Урсула Оппенс (англ. Ursula Oppens; род. 2 февраля 1944, Нью-Йорк) — американская пианистка.
Начинала занятия музыкой у своей матери Эдит Оппенс, многолетней преподавательницы Маннес-колледжа. Затем училась у Гвидо Агости и Леонарда Шура, окончила Джульярдскую школу у Розины Левиной, изучала также ансамблевое музицирование у Феликса Галимира. В 1969 г. завоевала первое место на Международном конкурсе пианистов имени Бузони.
Оппенс выступает как последовательный пропагандист новейшей академической музыки в её наиболее радикальных проявлениях. Среди композиторов, чьи произведения (в том числе посвящённые ей) составляют основу её репертуара, — Лучано Берио, Витольд Лютославский, Дьёрдь Лигети, Конлон Нанкарроу, Чарлз Вуоринен. Оппенс подготовила запись и серию концертов фортепианной музыки Эллиота Картера к столетию композитора в 2008 г., её запись Вариаций на тему «Пока мы едины, мы непобедимы» Фредерика Ржевского номинировалась на премию Грэмми.